# Cerro El Plomo
Le cerro El Plomo est une montagne du Chili située dans les Andes, non loin de Santiago du Chili.

## Géographie

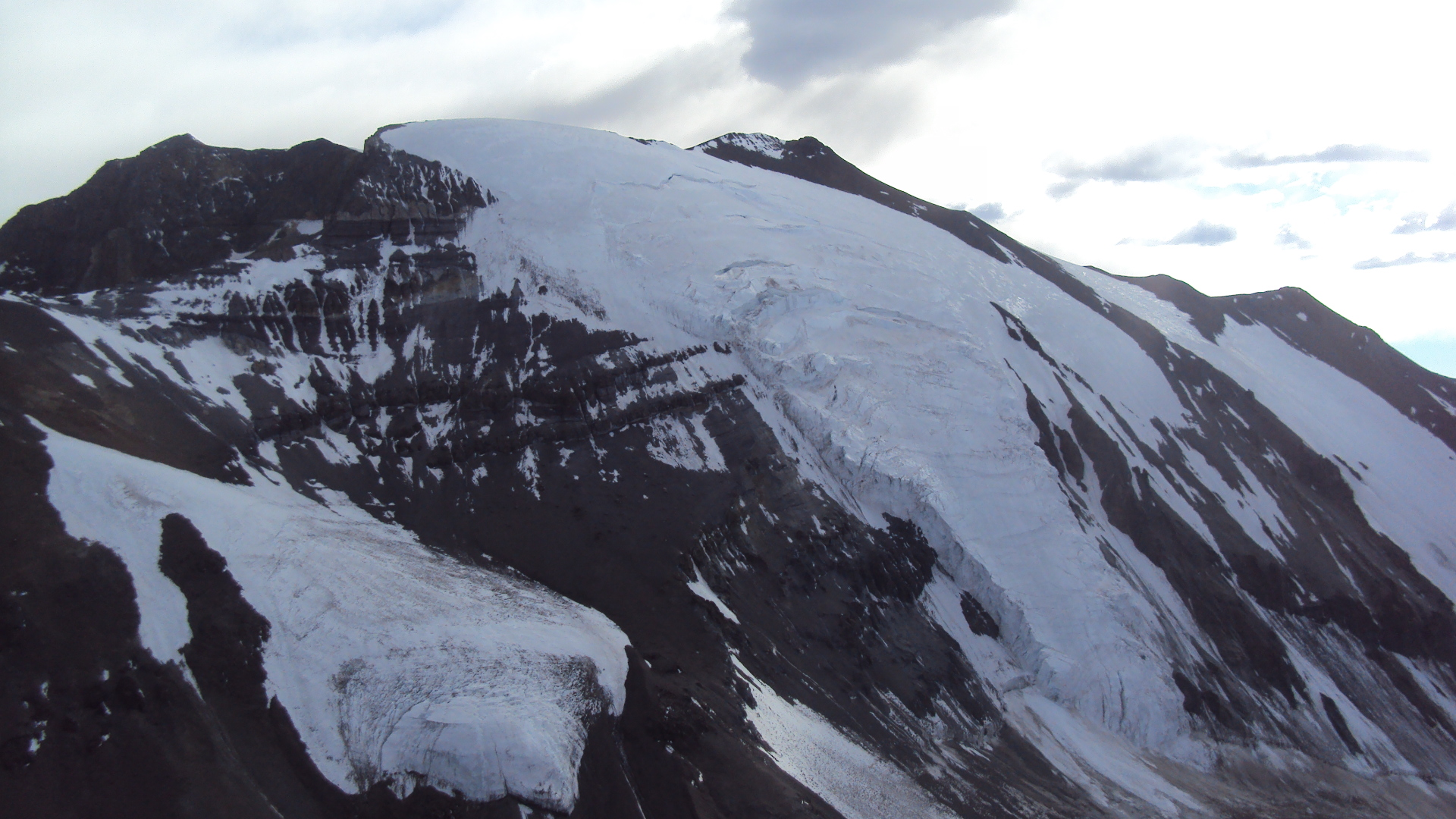
Vue du sommet du cerro El Plomo avec le glacier Iver depuis le cerro Leonera.

Culminant à 5 424 mètres d'altitude, c'est le sommet le plus élevé visible depuis l'agglomération de Santiago. Sa face sud est recouverte en partie par le glacier Iver, ce qui donne l'impression que la montagne porte un casque, et qui rend l'ascension de cette face difficile. De ce glacier naît la rivière Molina, qui forme après sa rencontre avec la rivière Yerba Loca la rivière Mapocho. Le cerro El Plomo sert de réserve d'eau pour la rivière Maipo via la vallée du Cepo.

## Histoire
Les Incas avaient nommé la montagne Apu, ce qui signifie « gardien de la vallée ». De nombreux restes incas ont été trouvés sur les pentes de la montagne, qui rendent compte de l'importance du lieu comme endroit de cérémonie. La découverte la plus importante a été celle de la momie d'un enfant de neuf ans retrouvé le 1er février 1954. L'enfant avait été sacrifié pour transformer la montagne en un lieu sacré. Le site fait partie depuis 1998 de la liste indicative du patrimoine mondial soumise à l'UNESCO par le Chili.
La première ascension officielle date de 1896. Elle est réalisée par Gustav Brandt et Rudolph Lucke.

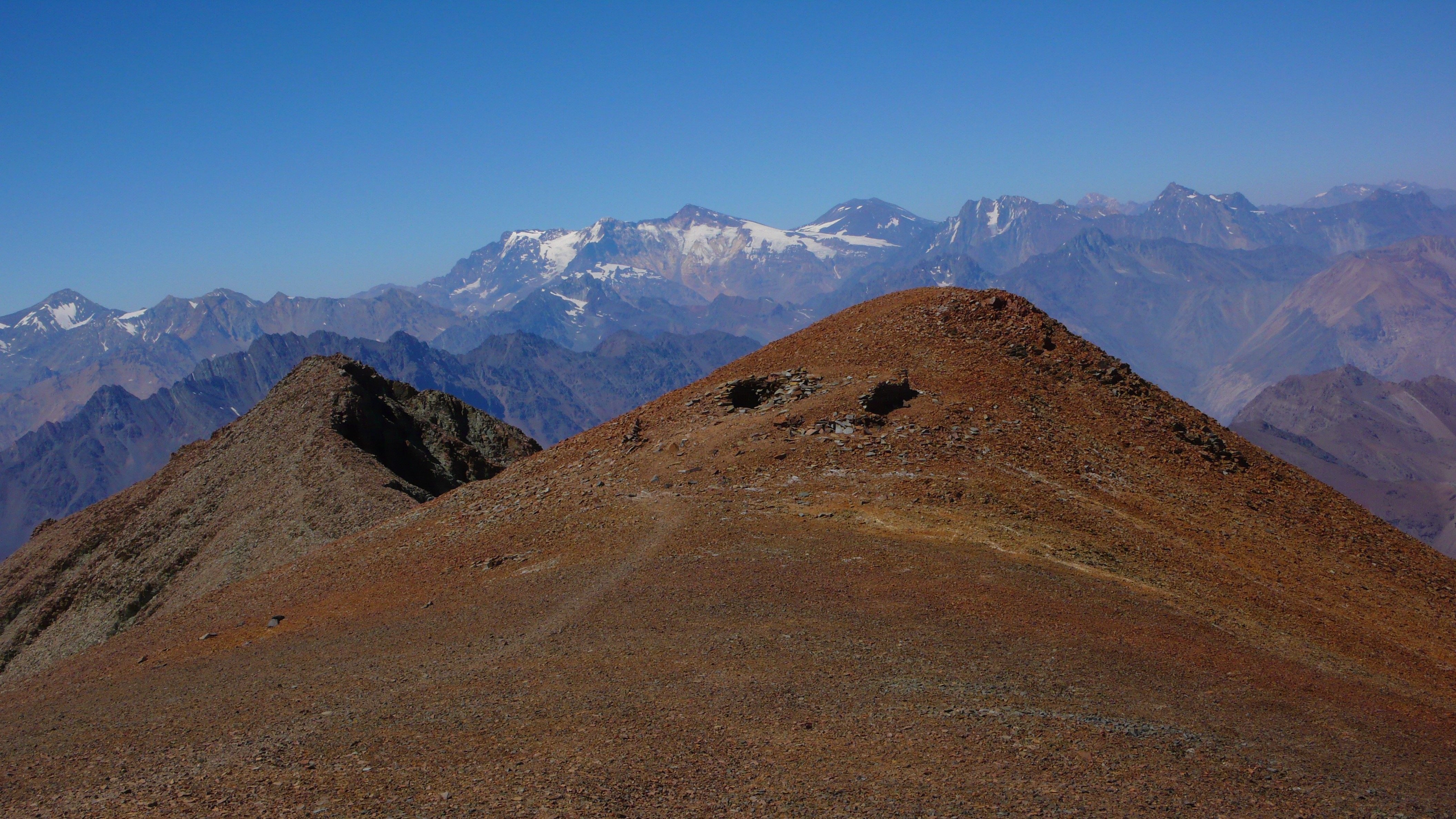
Adoratorio, le Pirca del Inca, antécime du cerro El Plomo culminant à 5200 mètres d'altitude.

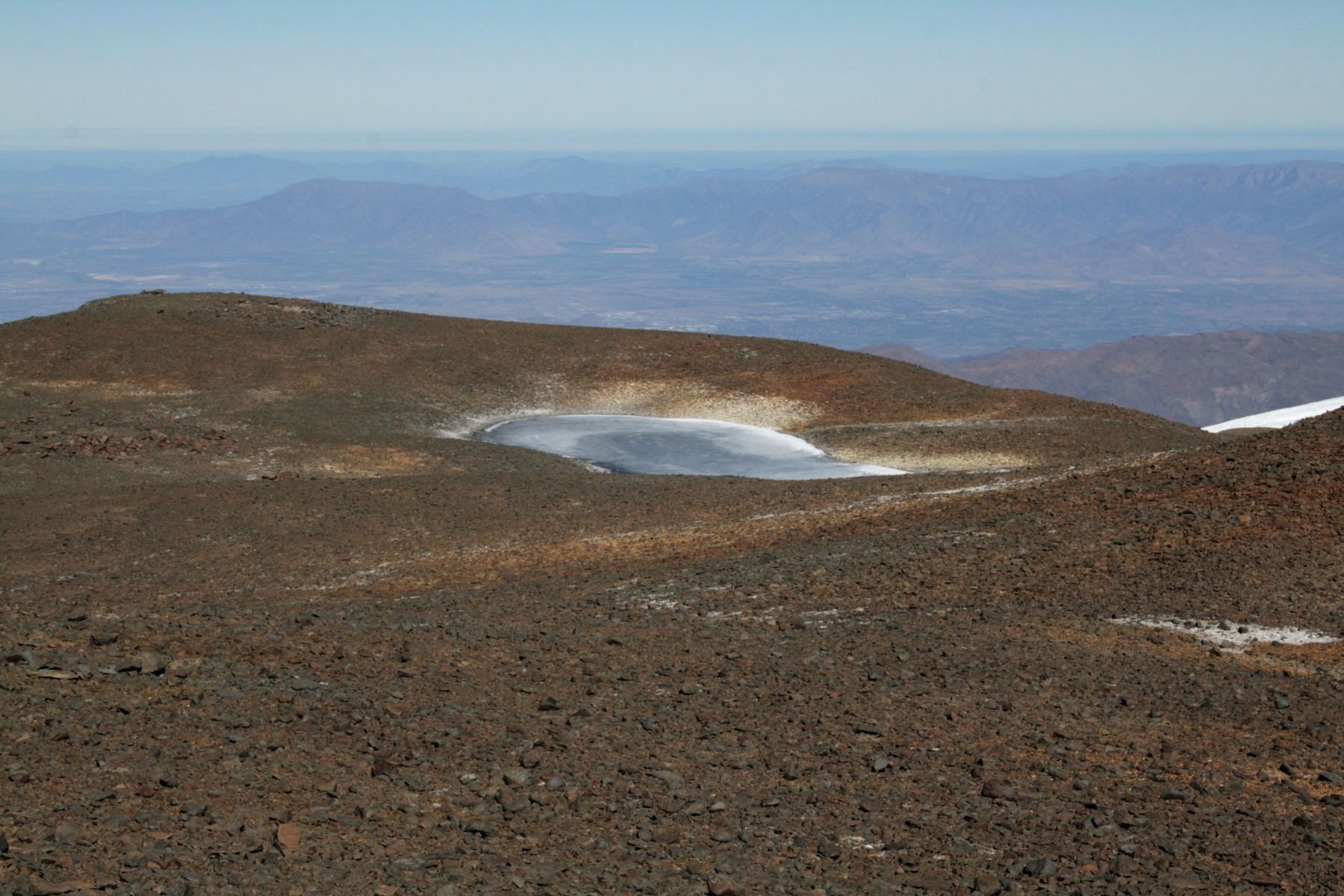
Enterratorio et lac gelé au plateau sommital d'El Plomo à 5400 mètres d'altitude et où ont été mis au jour des restes incas dont la momie de l'enfant.

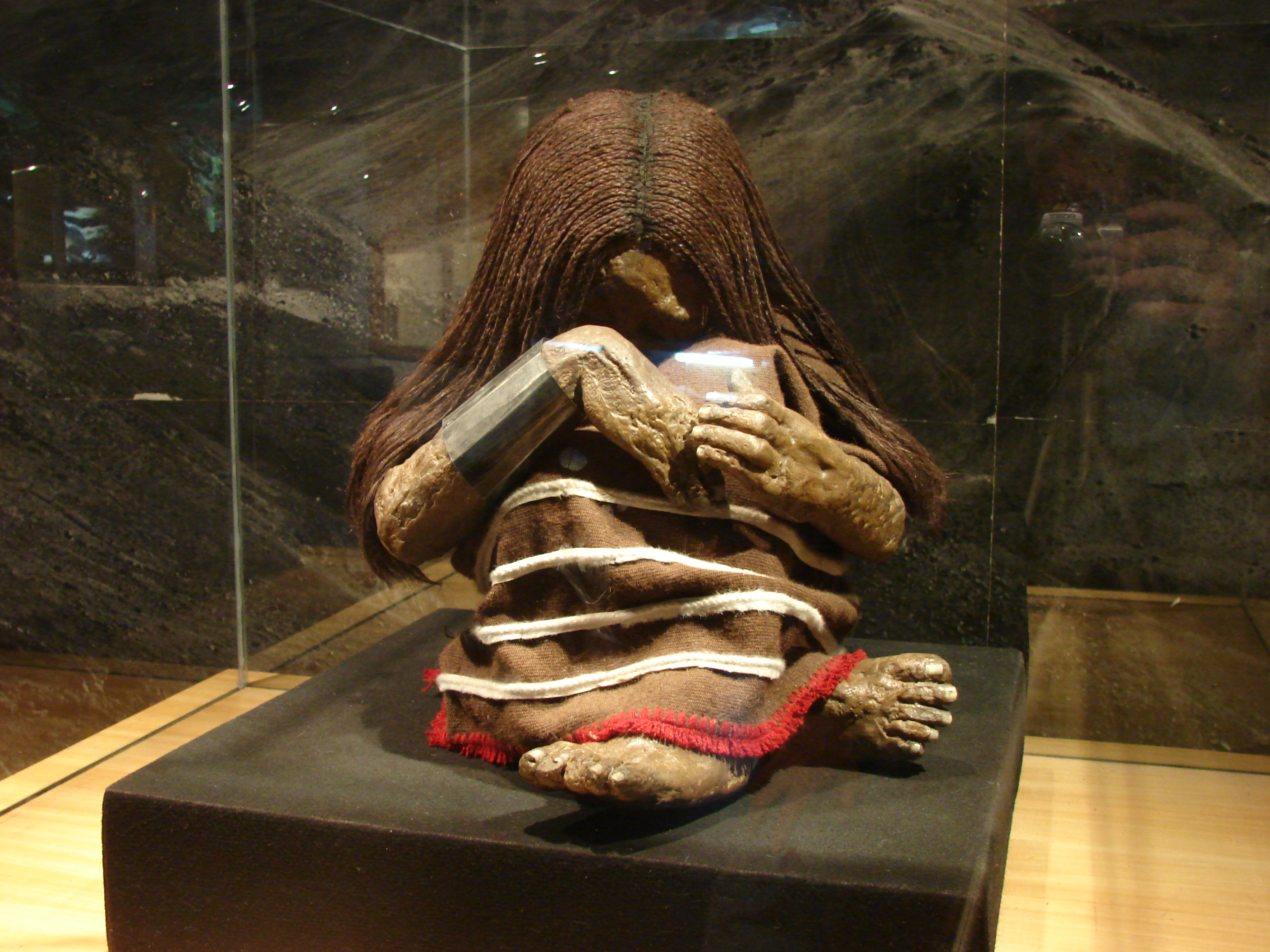
Réplique de la momie d'El Plomo exposée au Musée national d'histoire naturelle de Santiago du Chili.